# Meilhards
Meilhards település Franciaországban, Corrèze megyében. Lakosainak száma 538 fő (2022. január 1.). Meilhards Chamberet, Condat-sur-Ganaveix, Eyburie, Lamongerie, Peyrissac, Rilhac-Treignac, Soudaine-Lavinadière, La Croisille-sur-Briance és La Porcherie községekkel határos.

## Népesség
A település népességének változása:
| Lakosok száma | 897  | 700  | 622  | 532  | 511  | 509  | 517  | 538  | 537  | 538  |
|               | 1968 | 1982 | 1990 | 2006 | 2013 | 2015 | 2017 | 2019 | 2020 | 2022 |